# Tomáš Bruško
Tomáš Bruško (Myjava, 21 febbraio 1983) è un calciatore slovacco, centrocampista del Stara Tura.

## Carriera

### Club
Ha giocato nella massima serie dei campionati slovacco ed ucraino, e nella seconda divisione tedesca.

### Nazionale
Ha partecipato ai Mondiali Under-20 del 2003.

## Palmarès

### Club

#### Competizioni nazionali
- 2. Liga: 1

Spartak Myjava: 2011-2012